# Ypsora santaris
Ypsora santaris är en fjärilsart som beskrevs av William Schaus 1901. Ypsora santaris ingår i släktet Ypsora och familjen nattflyn. Inga underarter finns listade i Catalogue of Life.